# N-1 (coet soviètic)
L'N-1 o N1 (en rus: Н-1) fou el coet dissenyat per la Unió Soviètica per posar un home a la superfície lunar durant la cursa espacial amb els Estats Units als anys 60. El coet fou dissenyat per l'oficina de disseny de Serguei Koroliov, l'OKB-1 (actualment la companyia RKK Enérguia). El mateix Koroliov dirigí el seu disseny fins a la seva mort el 1966. Posteriorment, Vassili Mixin prendria el relleu de l'enginyer en cap i acabaria la construcció d'aquest coet gegant, equivalent al Saturn V de la NASA. El programa fou cancel·lat el 1974 després de quatre llançaments fallits entre el 1969 i el 1972, i després d'haver posat els estatunidencs dotze homes a la superfície lunar amb el programa Apollo. L'URSS mantingué en secret l'existència d'aquest coet i del programa lunar N1/L3 fins a la seva desaparició el 1991.

## Característiques tècniques
El primer disseny disposaria de tres trams, capaces de posar en òrbita una càrrega útil d'entre 40 i 50 tones. Després de ser elegit com llançador destinat a situar diversos homes a la superfície lunar, el seu disseny es modificà per poder elevar una càrrega d'entre 50 i 75 tones, després de fins a 92, de 95 i finalment de 98 tones, per la qual cosa es modificà el seu sistema propulsor, passant de tres a quatre trams més un cinquè adossat al mòdul lunar per les maniobres de correcció i descens.

### Trams
Estava format per tres trams bàsics més dos destinats la missió lunar. El diàmetre de la base era de 17 metres i la seva alçada total de 103 metres inclosa la torre de salvament, similar a l'emprada pel Saturn estatunidenc.

#### Primer tram
El primer tram, de 28 metres d'alçada, posseïa 30 motors del tipus NK-15 alimentats per querosè i oxigen líquid.

#### Segon tram
El segon tram mesurava 20 metres d'alçada i posseïa 8 motors NK-43 i el tercer tram 12 metres d'alçada i 4 motors NK-39.

#### Tercer tram
Aquests tres primers trams, mitjançant l'encesa durant 9 minuts, podien situar en òrbita al voltant de la Terra la seva càrrega útil (la nau lunar de 43 metres de longitud).

#### Vehicle lunar
El vehicle lunar estava situat dins d'un carenat de 6 metres de diàmetre i estava compost per diversos blocs: el primer, denominat G, era un tram propulsor de 7,5 metres d'alçada equipada amb un motor NK-31 que s'utilitzaria per injectar tot el conjunt en direcció a la Lluna des de l'òrbita terrestre (després de donar 1 o 2 volta a la terra i encendre el motor durant uns 8 minuts fins a assolir la velocitat d'escapament). La nau quedaria aleshores en trajectòria de retorn lliure, és a dir capaç de donar la volta a la Lluna i tornar sense necessitat d'encendre cap motor, després de cosa que s'ejectaria el bloc G.
Durant el vol a la Lluna, les correccions serien efectuades pel bloc D, de 5,5 metres de longitud i situat sobre l'anterior. Ambdós formaven el denominat LRK.
El motor del bloc D seria emprat també per disminuir la velocitat en arribar a l'òrbita lunar, situant la nau en una òrbita circular de 119 km d'altitud, la qual seria posteriorment disminuïda fins a assolir només els 16.000 metres d'altitud sobre la superfície lunar. Sobre el bloc D es localitzava el mòdul lunar LK denominat bloc I, dotat d'un compartiment esfèric similar al Soiuz, un motor de descens i un sistema d'aterratge format per quatre potes.

#### Vehicle de tornada
Finalment es trobava el vehicle Soiuz, de 9,5 metres de longitud, denominat el mòdul lunar orbital (ЛОК, Лунный орбитальный корабль, Lunni orbitalni korabl), similar al CSM estatunidenc, que romandria en òrbita al voltant de la Lluna, mentre s'efectuava l'allunatge del mòdul L.K. amb dos cosmonautes a bord. La Soiuz posseïa tres mòduls diferents: un de propulsió per maniobrar i iniciar la tornada a la Terra, una càpsula de descens en la qual els dos cosmonautes passarien la majoria del temps i un mòdul de servei esfèric situat a la part superior de la nau. Els llançaments que s'efectuaren amb maquetes de les naus que serien emprades en el viatge lunar foren tots un gran fracàs, cosa que unit als innumerables canvis que s'anaven efectuant en el seu disseny, feren que el programa s'allargués sent superat pels estatunidencs amb els vols de l'Apollo.

### Especificacions tècniques
- Massa a l'enlairament: 2.735.000 kg
- Longitud: 105 m
- Capacitat de càrrega dels vehicles de prova: 70 tones en òrbita baixa
- Capacitat de càrrega dels vehicles de sèrie (mai construïts): 95 tones en òrbita baixa
- Empenyiment a l'enlairament: 4.400.000 kgf
- Diàmetre del primer tram: 17 m
- Nombre de trams: 4 (més el complex L3)
- Combustible: querosè i oxigen líquid (LOX)
- Motors primer tram: 30 NK-15
- Motors segon tram: 8 NK-15V
- Motors tercer tram: 4 NK-21
- Motors quart tram: 1 NK-19

## Història

Comparació entre el coet Saturn V i l'N-1.

### Programa lunar soviètic
L'URSS es convertí en la primera nació del món en posar un satèl·lit en òrbita, l'Spútnik 1 el 1957. Quatre anys després llançaria el primer home a l'espai, Iuri Gagarin. Com a resultat, aquell mateix any el president estatunidenc John Kennedy proposà una missió a la Lluna per superar els soviètics en la incipient cursa espacial, sorgint així el programa Apollo. Els soviètics, que fins aleshores havien pres la iniciativa a l'espai, no respongueren de forma clara a aquest repte, d'una banda perquè no estaven segurs que el govern dels Estats Units el dugués a terme, i d'una altra, per la rivalitat existent entre les diverses oficines de disseny (OKB) que competien pels diferents projectes. Els projectes assignats a aquestes oficines de disseny depenien en bon mesura de les relacions dels seus caps amb els líders polítics i militars soviètics del moment. A causa en gran part d'aquesta xarxa d'interessos contraposats, la resposta inicial soviètica fou confusa i tardana.
Contra tot pronòstic, el primer programa lunar aprovat no fou assignat a l'oficina de Koroliov, artífex dels grans èxits del programa espacial soviètic, sinó a la de Vladímir Txelomei, gràcies als contactes que aquest mantenia amb Khrusxov. Tot i que les autoritats soviètiques no aprovaren una missió d'aterratge tipus Apollo, permeteren a Txelomei el desenvolupament d'un pla més modest que consistia a envoltar la Lluna en una trajectòria de retorn lliure. Per fer-ho Txelomei havia de dissenyar la nau LK-1 i el coet UR-500 (posteriorment conegut com a Proton). Es tractava d'un pla molt més modest que el de la NASA, però a canvi podia ser dut a terme de forma més ràpida i barata. Si el programa Apollo arribava a fructificar, les autoritats proposaren a Serguei Koroliov que estudiés el desenvolupament de l'N-1. En principi devia tenir una capacitat de càrrega d'unes 75 tones en òrbita baixa, per poder llançar estacions espacials que competissin amb el programa d'estació espacial militar estatunidenc MOL.

#### Problemes
El desenvolupament de l'N-1 s'enfrontava a nombrosos problemes. El principal tenia a veure amb els motors: Koroliov prefería l'ús de combustibles criogènics, a causa del seu major rendiment. En canvi, el principal dissenyador de motors de coet soviètic Valentín Gluixkó preferia combustibles hipergòlics, amb menys rendiment i de caràcter perillós, però que podien ser emmagatzemats durant un temps indefinit i a més requerien motors més senzills. Gluixkó preferia a més aquest tipus de combustibles amb vistes al disseny de míssils balístics, car en aquest cas eren preferibles. El conflicte entre ambdós homes impedí que Koroliov s'aprofités de l'àmplia experiència de l'oficina de Gluixkó. Com a resultat, Koroliov es veié obligat a encarregar el disseny dels motors a l'oficina de Nikolai D. Kuznetsov (no s'ha de confondre amb l'Almirall Nikolai G. Kuznetsov), únicament amb experiència en motors de reacció per l'aviació.
A causa d'aquest inconvenient, així com als pocs fons de què disposava, l'N-1 tenia al seu primer tram ni més ni menys que 30 motors NK-15, en comparació amb els cinc F-1 que tenia el Saturn V, afegint complexitat i costos al programa.

### El Programa Apollo segueix
El 1962, quan es comprovà que el programa Apollo seguia endavant i rebia grans fons, les autoritats soviètiques encara no havien decidit quina oficina o oficines s'encarregarien de cada projecte. Encara aleshores les autoritats prengueren en consideració el projecte de coet gegant R-56 de Mikhaïl Iànguel com possible alternativa a l'N-1, tot i que acabaria sent desestimat.

### S'aproven els fons
No seria fins al 1964, amb tres anys de retard respecte als estatunidencs, quan les autoritats soviètiques aprovaren els fons necessaris per al desenvolupament dels programes lunars. Fins i tot aleshores es decidí continuar el desenvolupament de dos programes paral·lels:
1. Sobrevol de la Lluna: atorgat a l'oficina de Vladímir Txelomei, que incloïa el desenvolupament de la nau LK-1 i el coet Proton.
2. Programa d'aterratge lunar: atorgat a l'oficina de Serguei Koroliov, incloïa el desenvolupament del coet N-1, la nau Soiuz (ja en desenvolupament) i el mòdul lunar L-3. Aquest programa fou denominat N1/L3.

### Cau Khrusxov
El 1964 Khrusxov és destituït i Txelomei perd el seu principal suport polític. Com a conseqüència, el programa de sobrevol lunar passa a ser controlat per Koroliov, que substitueix la projectada nau LK-1 per una versió de la Soiuz.

### Mor Koroliov
El 1966 mor Koroliov, que serà substituït com líder de l'OKB-1 (aleshores anomenada TsKBEM), per Vassili Mixin. La pèrdua del carismàtic enginyer en cap fa perillar la supervivència del programa N1/L3, car Txelomei contraataca i proposa el seu programa UR-700 com a alternativa a l'N-1. El coet UR-700 havia de ser capaç de llançar més de 100 tones en òrbita baixa, mentre que l'N-1 ha de ser redissenyat per poder llançar 95 tones, el mínim necessari per una missió lunar.

## Primer llançament
A causa dels retards i la manca de fons, el primer llançament de l'N-1 no té lloc fins al 21 de febrer de 1969. El vehicle, denominat N1 3L, és llançat des de Baikonur i 68,7 segons després els 30 motors del primer tram són apagats a causa d'un incendi, amb la consegüent pèrdua del coet.
Després d'aquest fracàs, les autoritats soviètiques saben que és pràcticament impossible guanyar als estatunidencs en aquest repte de la cursa espacial, especialment després de la reeixida missió de l'Apollo 8 al voltant de la Lluna el 1968.

## Llançaments
1. El 3 de juliol del 1969 es produeix el segon intent de llançament, N1 5L, a només 13 dies de l'enlairament del Apollo 11. En aquesta ocasió el vehicle torna a experimentar problemes amb els motors del primer tram i cau sobre la rampa de llançament, destruint-la per complet. Després de la missió de l'Apollo 11 les autoritats es plantegen cancel·lar el programa lunar N1/L3, però decideixen seguir amb el desenvolupament de l'N-1 per si pot ser utilitzat en altres missions.
2. El 26 de juny del 1971 el coet N1 6L, amb importants millores, és llançat amb èxit, però 50,2 segons després es perd el control del vehicle i ha de ser destruït des de terra. En aquest llançament i el següent, el coet portava una maqueta a escala real igual en pes i mida del complex L3, compost per la nau LOK i el mòdul LK.
3. El 23 de novembre del 1972 té lloc l'últim llançament de l'N-1 (N1 7L). 106,9 segons després de l'enlairament, a només set segons de la separació del primer tram, el coet es desintegra, i amb ell, el futur del programa N-1.

Després de la conquista de la Lluna pels astronautes estatunidencs, l'interès dels governants soviètics per trepitjar el satèl·lit decresqué, tancant-se el gran programa N1/L3 oficialment el 2 de maig del 1974, després del cessament del cap d'enginyers Mixin, el que substituí Valentín Gluixkó, el qual optà al febrer de 1976 per cancel·lar aquest programa i començar de nou el disseny i construcció d'un nou llançador, el coet gegant Enérguia.
L'URSS mai no reconegué oficialment l'existència del programa N1/L3.